# Муховлоки
Муховло́ки (бел. Мухаўлокі) — деревня в Кобринском районе Брестской области Белоруссии. Входит в состав Остромичского сельсовета.
По данным на 1 января 2016 года население составило 29 человек в 23 домохозяйствах.

## География
Деревня расположена на северном берегу реки Мухавец у места впадения в неё Королевского канала, в 13 км к северо-востоку от города и станции Кобрин и в 59 км к востоку от Бреста, у автодорог Р2 Кобрин-Ивацевичи и М1 Брест-Минск.
На 2012 год площадь населённого пункта составила 1,13 км² (113 га).

## История
Населённый пункт известен с 1606 года как двор Муховлока. В разное время население составляло:
- 1999 год: 38 хозяйств, 65 человек;
- 2005 год: 32 хозяйства, 45 человек;
- 2009 год: 35 человек;
- 2016 год[2]: 23 хозяйства, 29 человек;
- 2019 год[1]: 24 человека.